# ألفيوس شيرمان
ألفيوس شيرمان (بالإنجليزية: Alpheus Sherman)‏ (و. 1780 – 1866 م)هو محامي، وسياسي من الولايات المتحدة الأمريكية . ولد في مدينة نيويورك .
وهو عضو في الحزب الديمقراطي الأمريكي .